# Le Pharaon, le Sauvage et la Princesse
Pour plus de détails, voir Fiche technique et Distribution.
Le Pharaon, le Sauvage et la Princesse est un film d'animation franco-belge réalisé par Michel Ocelot et sorti en 2022.

## Synopsis
Une conteuse raconte trois histoires, une située dans l'Égypte antique, une qui se passe en Auvergne au Moyen-Âge, et une histoire romantique située dans l'Orient du XVIIIe siècle.

### Conte 1: Le Pharaon
Dans le royaume de Koush, un jeune roi et une princesse s'aiment, mais se heurtent au refus de la mère de cette dernière et ne peuvent pas se marier. La reine estime que le roi n'est pas digne de sa fille, qui épousera le pharaon d’Égypte. La princesse sait que le pharaon ne l'épousera jamais, et que sa mère veut simplement qu'elle ne se marie avec personne.
Elle dit à son amoureux de remonter le Nil, de conquérir l'Égypte pour devenir pharaon. Ce qu'il fera, avec l'aide des dieux, et pas par la force, mais grâce à sa sagesse et à ses qualités de bon gouvernant. Il revient dans son pays natal, triomphant, et peut épouser sa bien aimée.

### Conte 2: Le Beau Sauvage
Au Moyen-Age, en Auvergne, l'irascible seigneur d'un château gronde constamment son jeune fils et l'envoie jouer à la balle dans la cour. La balle roule jusqu'au cachot où se trouve un mystérieux prisonnier. Un dialogue se noue entre les deux personnes. Le prisonnier parle de sa fille au jeune garçon, et le convainc de dérober la clé du geôlier pour la lui donner. Lorsqu'il apprend que le prisonnier s'est évadé, le seigneur veut tout d'abord pendre le geôlier. Mais le jeune garçon se dénonce. Son père donne alors l'ordre à des serviteurs de le conduire dans la forêt et de le tuer. Les serviteurs l'amènent au cœur de la forêt, mais refusent de le tuer et le laissent dans la forêt.
Des années plus tard, un mystérieux et beau sauvage donne du fil à retordre au seigneur, en dépouillant régulièrement le prévôt de la recette des impôts pour la redistribuer aux paysans. L'envoi d'hommes armés pour protéger le prévôt n'y change rien. Le sauvage finit par mener les paysans à la révolte. Soldats et domestiques quittent le château et le seigneur se retrouve seul. Le château est alors attaqué et facilement conquis par un voisin du seigneur, qui s'avère être le prisonnier évadé. Le sauvage est quant à lui le fils du seigneur, et il épousera la fille de l'ancien prisonnier.

### Conte 3: La Princesse des Roses et le Prince des Beignets
Au XVIIIe siècle, en Orient, un jeune prince doit fuir son palais et son pays pour échapper à des assassins, et se réfugie dans la ville voisine où il devient vendeur de beignets. Ses délicieux beignets sont appréciés de tous, la princesse s'en fait amener dans son palais et les trouve fort à son goût. Elle trouve aussi le vendeur très séduisant. Ses sentiments étant partagés, les deux amoureux trouvent un lieu de rendez-vous dans une partie inoccupée et prétendument hantée du palais. Mais le sultan les découvre et les fait jeter dans un cachot.
Le prince a dissimulé une louche dans le cachot, dont le manche leur permet de soulever une dalle et de s'enfuir. Ils décident de rejoindre une caravane pour fuir la ville. Des pillards attaquent la caravane, et leur chef veut faire de la princesse son esclave. Celle-ci se révolte, et elle et le prince parviennent à désarmer les pillards. Pour les remercier, les autres membres de la caravane leur donnent de beaux vêtements et bijoux et ils terminent le voyage dans un splendide palanquin.

## Fiche technique
Sauf indication contraire, les informations mentionnées dans cette section peuvent être confirmées par la base de données cinématographiques IMDb,  présente dans la section « Liens externes ».
- Titre original : Le Pharaon, le Sauvage et la Princesse
- Réalisation et scénario : Michel Ocelot
- Musique : Pascal Le Pennec
- Animation : Michel Ocelot, Nicolas Sainte-Rose et Léo Silly-Pélissier
- Photographie : Yuki Kawashita
- Montage : Valentin Durning
- Production : Christophe Rossignon, Philip Boëffard et Ève Machuel
- Société de production : Nord-Ouest Films, en coproduction avec Studio O, Artémis Productions, Les Productions du Ch'Timi et Musée du Louvre
- Société de distribution : Diaphana Distribution (France)
- Pays de production :  France,  Belgique
- Langue originale : français
- Format : couleur — 2,35:1
- Genre : animation
- Durée : 83 minutes
- Dates de sortie :
  - France : 14 juin 2022 (Festival international du film d'animation d'Annecy)[1] ; 19 octobre 2022 (en salles)

## Distribution
Sauf indication contraire, les informations mentionnées dans cette section peuvent être confirmées par la base de données cinématographiques IMDb,  présente dans la section « Liens externes ».
- Aïssa Maïga : la conteuse

### «Pharaon!»
- Oscar Lesage : Tanouékamani
- Claire de La Rüe du Can : Nasalsa
- Didier Sandre : Amon
- Bruno Paviot : Osiris
- Thissa d'Avila Bensalah : Isis
- Isabelle Guiard : Sekhmet
- Patrick Rocca : le général
- Olivier Claverie : le vizir
- Annie Mercier : la mère régente
- Michel Elias : Khnoum et le grand prêtre

### «Le Beau Sauvage»
- Gaël Raës : l'enfant
- Oscar Lesage : Beau Sauvage
- Patrick Rocca : le seigneur
- Michel Elias : le garde vieux et le chanoine
- Didier Sandre : le duc et le chambellan
- Carl Malapa : le garde jeune et le serrurier
- Serge Bagdassarian : le geôlier et le prévôt
- Olivier Claverie : l'intendant
- Bruno Paviot : le bourreau

### «La Princesse des roses et le Prince des beignets»
- Claire de la Rüe du Can : la Princesse des roses
- Oscar Lesage : le Prince des beignets
- Bruno Paviot : le patron des beignets, le chef marocain et un des caravaniers
- Annie Mercier : la première dame de compagnie
- Isabelle Guiard : la deuxième dame de compagnie, la première cliente et une des caravaniers
- Thissa d'Avila Bensalah : la troisième dame de compagnie et la deuxième cliente
- Olivier Claverie : le sultan et le premier passant
- Michel Elias : le deuxième passant et un des caravaniers
- Serge Bagdassarian : le vizir et le marchand
- Christophe Rossignon : le marchand turc
- Nicolas Planchais : le chef des pillards

## Accueil

### Critique
En France, le site Allociné propose une moyenne de 3,7⁄5, après avoir recensé 26 critiques de presse.

### Box-office
| Pays ou région | Box-office      | Date d'arrêt du box-office | Nombre de semaines |
| -------------- | --------------- | -------------------------- | ------------------ |
| France         | 109 408 entrées | 25 octobre 2022            | 1                  |

Pour son premier jour d'exploitation en France, Le Pharaon, le Sauvage et la Princesse réalise 43 138 entrées (dont 37 634 en avant-première), pour 335 copies. Ce résultat lui permet de figurer en seconde position du box-office des nouveautés, derrière Black Adam (93 068) et devant Le Nouveau Jouet (36 082). au bout d'une première semaine d'exploitation, le film réalise 108 409 entrées, ce qui ne lui permet pas de figurer dans le top 10 du box-office français de la semaine,.

## Distinction

### Sélection
- Festival international du film d'animation d'Annecy 2022 : avant-première